# Michaela Marešová
Michaela Marešová (* 25. října 1979) je česká florbalová trenérka, bývalá hráčka a reprezentantka. Jako hráčka působila v nejvyšší české soutěži do roku 2009 a získala čtyři vicemistrovské tituly. Jako trenérka dovedla tým TJ JM Chodov k mistrovskému titulu v sezóně 2014/2015.

## Klubová kariéra
Jako hráčka Marešová působila v nejvyšší soutěži v týmu 1. HFK Děkanka. S tímto týmem získala v sezónách 1999/2000, 2000/2001 a 2002/2003 tři vicemistrovské tituly. V roce 2004 přestoupila do druholigového týmu TJ JM Chodov, se kterým hned v první sezóně postoupila zpět do nejvyšší soutěže. V té s Chodovem v sezóně 2008/2009 vybojovala svoje čtvrté stříbro. Po té ukončila vrcholovou hráčskou kariéru.
Na Chodově se stala nejprve trenérkou juniorů. V sezóně 2012/2013 získala roli asistentky trenéra ženského týmu a od dalšího ročníku již byla hlavní trenérkou. V sezóně 2014/2015 získaly chodovské ženy pod jejím vedením první mistrovský titul v historii klubu. Byla i u dalších třech superfinálových soubojů v letech 2016, 2018 a 2019, které pro Chodov již ale vždy skončily prohrou. Po poslední z nich ji u týmu nahradil její asistent Lukáš Procházka a Marešová odešla do Tatranu Střešovice. Tatranské ženy dovedla v sezóně 2020/2021 po patnácti letech do semifinále Extraligy, což zopakovala i o rok později. Marešová po té u týmu skočila a stala se asistentkou trenéra žen FbŠ Bohemians.

## Reprezentační kariéra
Marešová hrála na mistrovstvích světa v letech 2001 a 2003. Na dalším mistrovství již nebyla zařazena na soupisku, protože v sezóně 2004/2005 hrála 2. ligu, byla ale v realizačním týmu.
| Medaile | Soutěž                                 |
| ------- | -------------------------------------- |
| 5.      | Mistrovství světa ve florbale žen 2001 |
| 7.      | Mistrovství světa ve florbale žen 2003 |

## Ocenění
V letech 2014 a 2015 byla zvolena nejlepší českou florbalovou trenérkou. V letech 2016 a 2018 pak získala další dvě ocenění v upravené kategorii Nejlepší trenérka žen.